# Solidarność
Il Sindacato autonomo dei lavoratori "Solidarietà" (in polacco: Niezależny Samorządny Związek Zawodowy „Solidarność”; pronuncia: /sɔliˈdarnɔɕt͡ɕ/ ) è un sindacato fondato in Polonia nel settembre 1980 in seguito agli scioperi nei cantieri navali di Danzica e guidato inizialmente da Lech Wałęsa (premio Nobel per la pace nel 1983 e successivamente presidente della Repubblica di Polonia negli anni 1990-1995).

## Descrizione
Nel corso degli anni ottanta Solidarność agì inizialmente come organizzazione clandestina, ma presto si impose come movimento di massa e luogo fondamentale di incontro delle opposizioni di matrice cattolica ed anticomunista al governo centrale. La sua fondazione costituì un evento fondamentale nella storia non solo polacca, ma dell'intero blocco orientale.
Più fattori erano alla base del suo successo iniziale: il supporto di un gruppo di intellettuali dissidenti che si diede il nome di Comitato di difesa degli operai (Komitet Obrony Robotników, o KOR), la scelta della nonviolenza e la capacità di far leva sull'identità cattolica del popolo polacco. Nato sulla base di diversi comitati di sciopero, Solidarność aggregò nel tempo molte altre associazioni venendo a costituire una federazione di sindacati.
Alla fine del 1981, in seguito al colpo di Stato del generale Wojciech Jaruzelski, primo segretario del Partito Operaio Unificato Polacco, primo ministro e ministro della difesa, e quindi alla conseguente introduzione della legge marziale in Polonia, Solidarność contava già nove milioni di iscritti. Attraverso scioperi, contestazioni ed altre forme di dissenso politico e sociale, attuate sempre nel rispetto della scelta non-violenta, Solidarność mirava alla destabilizzazione ed allo smantellamento del monopolio del partito unico di governo. Nel 1989 il movimento cattolico venne riconosciuto ufficialmente e poté partecipare alle elezioni parlamentari, riscuotendo una schiacciante vittoria e stimolando la nascita di rivoluzioni pacifiche negli altri Paesi del blocco comunista. Alla fine dell'agosto 1989 iniziò a guidare una coalizione di governo e Lech Wałęsa, divenuto capo dello Stato l'anno successivo, si dimise dalla guida del movimento.
In seguito al collasso dei Paesi socialisti nel giugno 1989, Solidarność è diventata uno delle oltre 6 300 sigle sindacali del Paese. Nel 2013 il numero totale di iscritti ai sindacati in Polonia non superava due milioni e mezzo, una cifra simile a quella dell'Italia alla vigilia della prima guerra mondiale.

### Cronologia di Solidarność
- settembre 1980 – fondazione del movimento
- novembre 1980 – registrazione ufficiale
- dicembre 1981 – in base alla legge marziale imposta dal generale Wojciech Jaruzelski le attività di Solidarność vengono sospese e Lech Wałęsa viene arrestato
- novembre 1982 – rilascio sotto libertà vigilata di Lech Wałęsa
- aprile 1989 – Solidarność viene riconosciuta legalmente e partecipa alle elezioni parlamentari
- 1996 – fondazione del partito AWS (Akcja Wyborcza Solidarność – Azione Elettorale Solidarność)

## Finanziamenti occulti
Nel 1981, in seguito al colpo di Stato del generale Jaruzelski, finanziamenti occulti avrebbero sostenuto le attività di Solidarność. Questa operazione sarebbe stata attuata principalmente tramite trasferimenti di denaro in Polonia da parte dello IOR, presieduto da Paul Marcinkus, e del Banco Ambrosiano di Roberto Calvi.

## Presidenti
- Lech Wałęsa (1980–1991)
- Marian Krzaklewski (1991–2002)
- Janusz Śniadek (2002–2010)
- Piotr Duda (2010–in carica)